# Нова Весь-Злоторийська
Нова Весь-Злоторийська (пол. Nowa Wieś Złotoryjska, нім. Neudorf am Rennwege) — село в Польщі, у гміні Злотория Злоторийського повіту Нижньосілезького воєводства.
Населення — 147 осіб (2011).
У 1975-1998 роках село належало до Легницького воєводства.

## Демографія
Демографічна структура станом на 31 березня 2011 року:
|          | Загалом | Допрацездатний вік | Працездатний вік | Постпрацездатний вік |
| -------- | ------- | ------------------ | ---------------- | -------------------- |
| Чоловіки | 65      | 7                  | 50               | 8                    |
| Жінки    | 82      | 12                 | 50               | 20                   |
| Разом    | 147     | 19                 | 100              | 28                   |